# Journal of Chemical Theory and Computation
Journal of Chemical Theory and Computation (abreviatura J. Chem. Theory Comput.) és una important revista científica dedicada a la química teòrica i química computacional. És publicada des del 2005 per la Societat Química Americana. El seu factor d'impacte és molt alt, 5,310 el 2013, any en què fou citada 14 415 cops. Ocupa la 8ena posició de qualitat de revistes dedicades a la química teòrica en el rànquing SCImago, i la 18ena en la categoria d'aplicacions informàtiques a les ciències.
La Journal of Chemical Theory and Computation publica informes sobre noves teories, metodologia i/o aplicacions importants en l'estructura quàntica electrònica, dinàmica molecular i mecànica estadística. Els temes específics inclouen avenços en aplicacions ab initio de la mecànica quàntica, teoria funcional de la densitat, disseny i propietats dels nous materials, ciència de superfícies, simulacions amb el mètode de Monte Carlo, models de solvatació, càlculs QM/MM, predicció d'estructures biomoleculars i dinàmica molecular en el sentit més ampli, dinàmica ab initio, dinàmica biomoleculars, i plegament de proteïnes.